# Хедвиг Фридерика фон Вюртемберг-Вайлтинген
Хедвиг Фридерика фон Вюртемберг-Вайлтинген (на немски: Hedwig Friederike von Württemberg-Weltingen; * 18 октомври 1691 във Вайлтинген; † 14 август 1752 в Цербст) е принцеса от Вюртемберг-Вайлтинген и чрез женитба княгиня на Княжество Анхалт-Цербст.
Тя е дъщеря на херцог Фридрих Фердинанд фон Вюртемберг-Вайлтинген (1654 – 1705) и Елизабет фон Вюртемберг-Монбеляр (Мьомпелгард) (1665 – 1726), дъщеря на херцог Георг II фон Вюртемберг-Монбеляр.
Хедвиг Фридерика се омъжва на 8 октомври 1715 г. за княз Йохан Август фон Анхалт-Цербст (1677 – 1742) от род Аскани. В брачния си договор Хедвиг Фридерика се отказва от всички вюртембергски територии, които евентуално ѝ се полагат като наследство. Тя е втората му съпруга. Те нямат деца. Ascania 11, genealogy.euweb.cz
След смъртта на нейния съпруг тя остава да живее в дворец Цербст, където умира след удар през 1752 г.